# Felicitas Rauch
Felicitas Rauch (født 30. april 1996) er en kvindelig tysk fodboldspiller, der spiller forsvar/midtbane for VfL Wolfsburg i 1. Frauen-Bundesliga og Tysklands kvindefodboldlandshold.
Hun har tidligere spillet for topklubben Turbine Potsdam.
Hun blev første gang indkaldt af daværende landstræner Silvia Neid til det tyske A-landshold ved og fik officielt debut den 26. november 2015 mod England.

## Landsholdsstatistik
| Rauch – goals for Germany | Rauch – goals for Germany | Rauch – goals for Germany | Rauch – goals for Germany | Rauch – goals for Germany | Rauch – goals for Germany | Rauch – goals for Germany |
| #                         | Dato                      | By                        | Modstander                | Score                     | Resultat                  | Turnering                 |
| ------------------------- | ------------------------- | ------------------------- | ------------------------- | ------------------------- | ------------------------- | ------------------------- |
| 1.                        | 3. september 2019         | Lviv, Ukraine             | Ukraine                   | 3–0                       | 8–0                       | EM-kvalifikationen 2022   |
| 2.                        | 26. oktober 2021          | Essen, Germany            | Israel                    | 7–0                       | 7–0                       | VM-kvalifikationen 2023   |
| 3.                        | 9. april 2022             | Bielefeld, Germany        | Portugal                  | 3–0                       | 3–0                       | VM-kvalifikationen 2023   |